# Entomobrya insularis
Entomobrya insularis är en urinsektsart som beskrevs av Carpenter 1904. Entomobrya insularis ingår i släktet Entomobrya och familjen brokhoppstjärtar. Inga underarter finns listade i Catalogue of Life.